# 久地駅
久地駅（くじえき）は、神奈川県川崎市高津区久地四丁目にある、東日本旅客鉄道（JR東日本）南武線の駅である。駅番号はJN 12。

## 歴史
- 1927年（昭和2年）8月11日：南武鉄道の久地梅林停留場として開業[1][2]。付近に江戸時代に植えられた数百株の梅の木があり、この久地梅林を観光名所として旅客の誘致をしようとしたものであった。
- 1942年（昭和17年）4月16日：駅に昇格[2]。
- 1944年（昭和19年）4月1日：南武鉄道線が国有化[2]。運輸通信省南武線の駅となり、久地駅に改称[1]。
- 1987年（昭和62年）4月1日：国鉄分割民営化により、JR東日本の駅となる[1][2]。
- 1994年（平成6年）2月18日：自動改札機を設置[4]。
- 2001年（平成13年）11月18日：ICカード「Suica」供用開始。
- 2016年（平成28年）1月29日：みどりの窓口の営業を終了。
- 2024年（令和6年）8月27日：スマートホームドアの使用を開始[5]。

## 駅構造
相対式ホーム2面2線の地上駅である。上り（川崎方面）ホームの立川方の端に改札口があり、2つのホームは跨線橋で接続されている。
2007年（平成19年）10月から2008年（平成20年）2月にかけてバリアフリー化のためのエレベーター設置工事が行われた。設置されたエレベーターは跨線橋部分の2基と、改札口とホームの段差に対応するための1基の合計3基。併せて、車椅子対応トイレも設置された。
自動券売機・多機能券売機・自動改札機が設置されている。川崎統括センター（武蔵溝ノ口駅）管理の業務委託駅（JR東日本ステーションサービス委託）。お客さまサポートコールシステムが導入されており、早朝と夜間の一部時間帯は遠隔対応のため改札係員は不在となる。
改札口の脇にはレッツキヨスク久地1号店があったが、2007年（平成19年）8月30日に解体・撤去された。

### のりば
| 番線 | 路線   | 方向 | 行先                           |
| ---- | ------ | ---- | ------------------------------ |
| 1    | 南武線 | 上り | 武蔵溝ノ口・武蔵小杉・川崎方面 |
| 2    | 南武線 | 下り | 登戸・府中本町・立川方面       |

（出典：JR東日本:駅構内図）

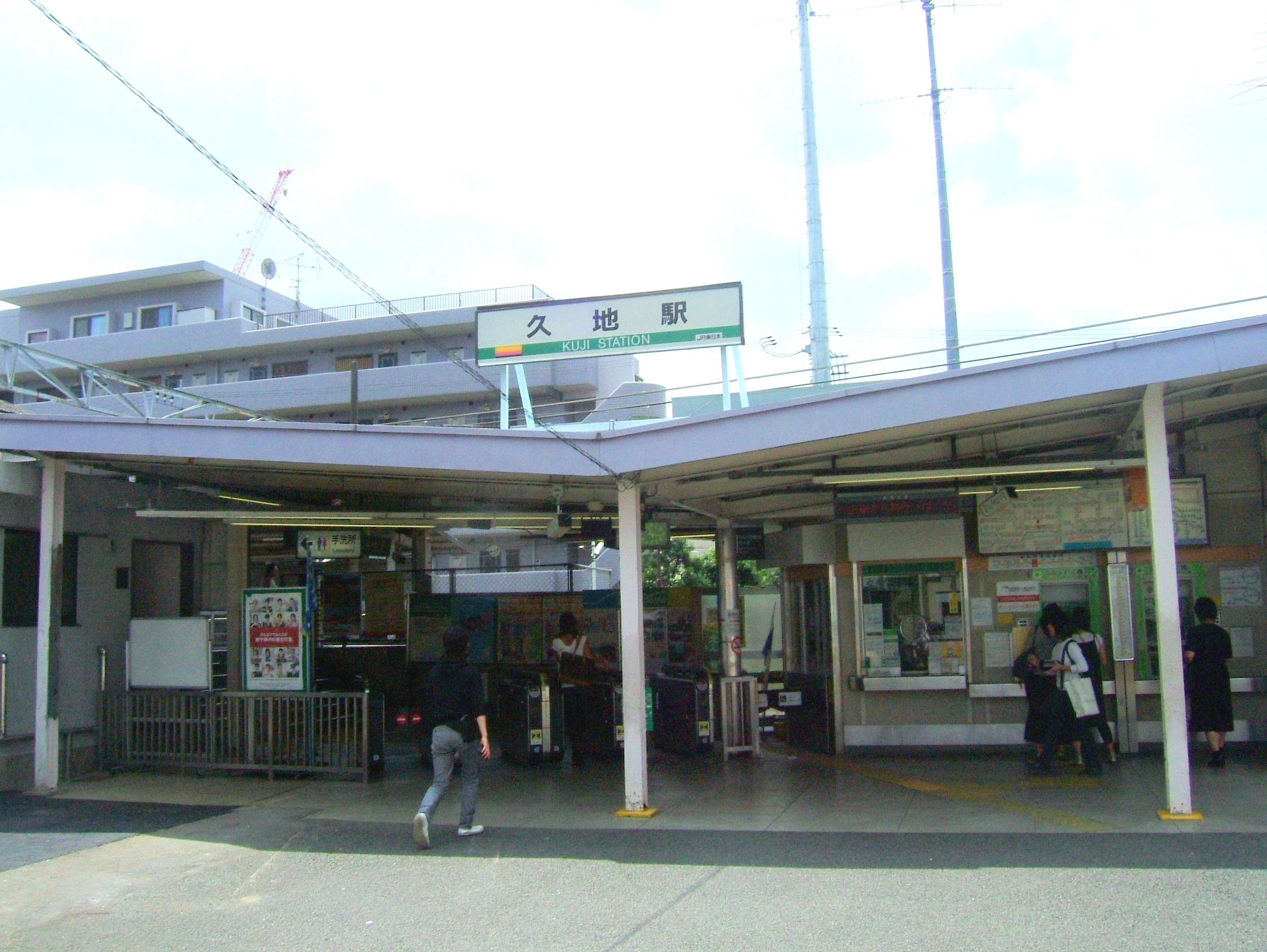
改修前の駅舎（2007年9月）
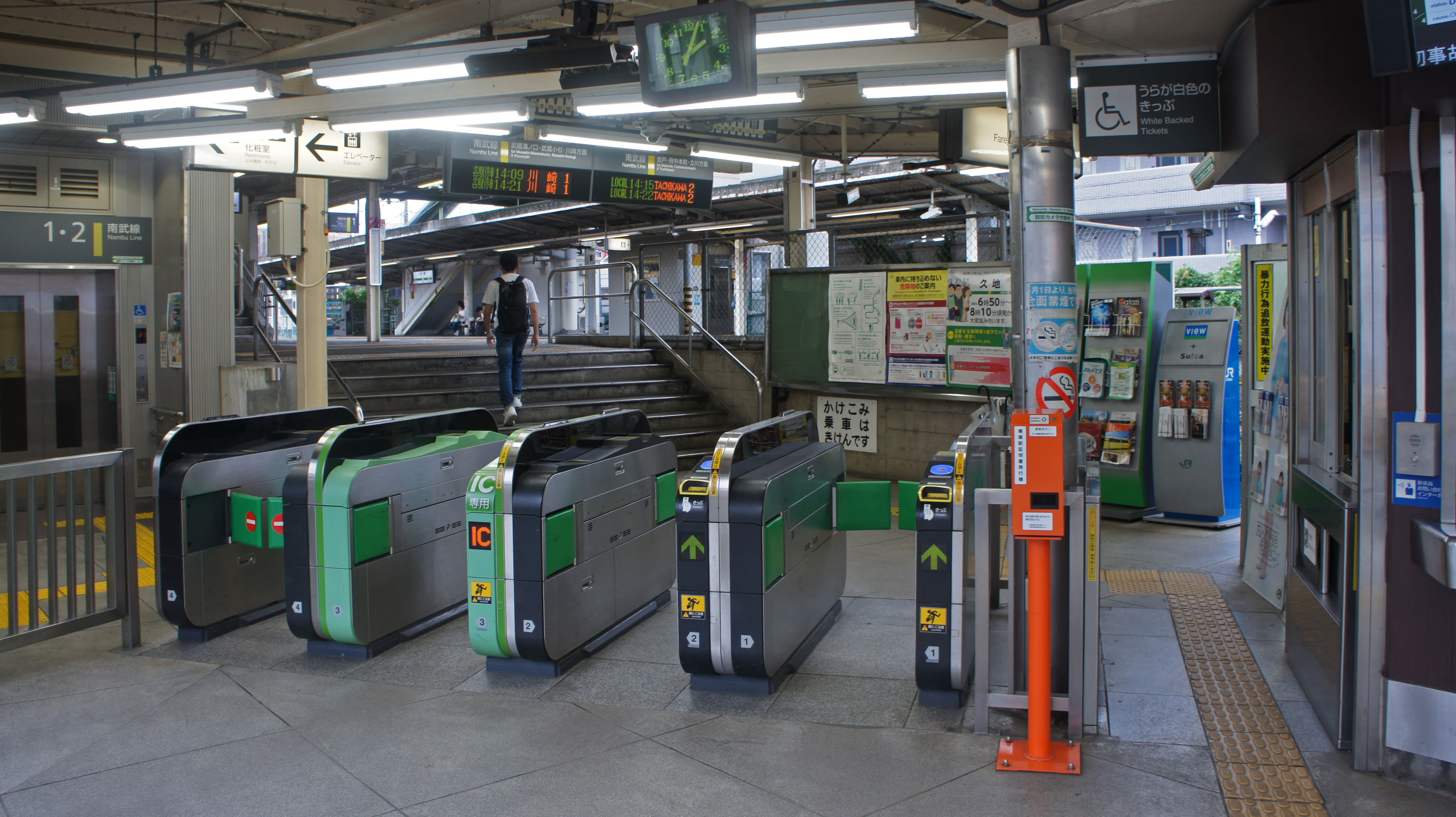
改札口（2019年9月）
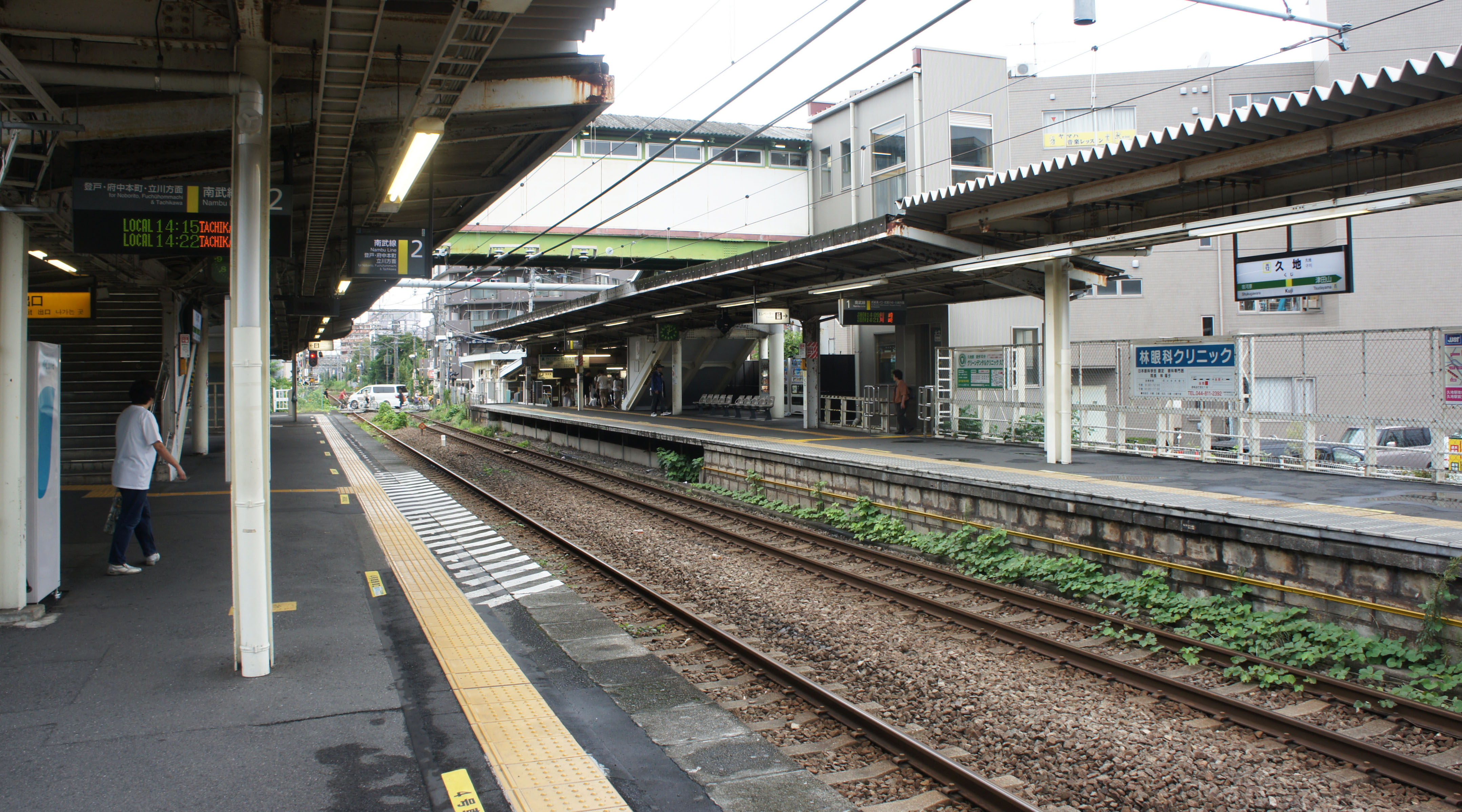
ホーム（2019年9月）

## 利用状況
2023年度（令和5年度）の1日平均乗車人員は13,132人である。
1995年度（平成7年度）以降の推移は下記の通り。
| 年度               | 1日平均 乗車人員 | 出典       |
| ------------------ | ---------------- | ---------- |
| 1995年（平成07年） | 12,277           | [ 統計 2 ] |
| 1996年（平成08年） | 12,369           |            |
| 1997年（平成09年） | 12,003           |            |
| 1998年（平成10年） | 11,853           | [ * 1 ]    |
| 1999年（平成11年） | 11,753           | [ * 2 ]    |
| 2000年（平成12年） | 11,877           | [ * 2 ]    |
| 2001年（平成13年） | 11,873           | [ * 3 ]    |
| 2002年（平成14年） | 11,992           | [ * 4 ]    |
| 2003年（平成15年） | 12,121           | [ * 5 ]    |
| 2004年（平成16年） | 12,254           | [ * 6 ]    |
| 2005年（平成17年） | 12,472           | [ * 7 ]    |
| 2006年（平成18年） | 12,936           | [ * 8 ]    |
| 2007年（平成19年） | 13,156           | [ * 9 ]    |
| 2008年（平成20年） | 13,294           | [ * 10 ]   |
| 2009年（平成21年） | 13,126           | [ * 11 ]   |
| 2010年（平成22年） | 13,175           | [ * 12 ]   |
| 2011年（平成23年） | 13,170           | [ * 13 ]   |
| 2012年（平成24年） | 13,352           | [ * 14 ]   |
| 2013年（平成25年） | 13,677           | [ * 15 ]   |
| 2014年（平成26年） | 13,635           | [ * 16 ]   |
| 2015年（平成27年） | 13,954           | [ * 17 ]   |
| 2016年（平成28年） | 13,949           | [ * 18 ]   |
| 2017年（平成29年） | 14,057           |            |
| 2018年（平成30年） | 14,324           |            |
| 2019年（令和元年） | 14,523           |            |
| 2020年（令和02年） | 11,436           |            |
| 2021年（令和03年） | 11,805           |            |
| 2022年（令和04年） | 12,547           |            |
| 2023年（令和05年） | 13,132           |            |

## 駅周辺
府中街道（神奈川県道・東京都道9号川崎府中線）が駅前を通る。
- 二ヶ領用水（ほぼ府中街道沿い）
- 久地円筒分水（国登録有形文化財、溝の口駅や高津駅のほうが近い）
- あすか製薬株式会社（旧 帝国臓器製薬株式会社）川崎事業所
- 神奈川県立向の岡工業高等学校
- 川崎市営緑ヶ丘霊園（あすか製薬の横から霊園の奥にアクセスできる）
- 東高根森林公園（緑ヶ丘霊園長尾口経由の場合は津田山駅より近い）
- 天台宗青龍山龍厳寺
- 松寿弁財天
- 川崎堰郵便局
- フレスコベンガベンガ 久地店

## バス路線
「久地駅前」停留所にて、川崎市交通局、東急バス、長尾台コミュニティバス「あじさい号」が発着する。
西方向
- 向02：向ヶ丘遊園駅東口（東急）
- 溝06：向丘遊園駅南口／登戸駅（市営）
- 久地駅学校まわり便（あじさい号）：登戸駅
- 久地駅会館まわり便（あじさい号）：あじさい寺

東方向
- 向02：高津営業所／二子玉川駅（東急）
- 溝06：溝口駅前／第三京浜入口／井田営業所前（市営）

## 隣の駅
東日本旅客鉄道（JR東日本）
 南武線
■快速
通過
■各駅停車
津田山駅 (JN 11) - 久地駅 (JN 12) - *宿河原不動駅 - 宿河原駅 (JN 13)
*打消線は廃止となった駅

### 記事本文
1. 1 2 3 4  曽根悟（監修） 著、朝日新聞出版分冊百科編集部 編『週刊 歴史でめぐる鉄道全路線 国鉄・JR』 38号 青梅線・鶴見線・南武線・五日市線、朝日新聞出版〈週刊朝日百科〉、2010年4月11日、20-21頁。
2. 1 2 3 4 5  石野哲 編『停車場変遷大事典 国鉄・JR編』 II（初版）、JTB、1998年10月1日、66頁。ISBN 978-4-533-02980-6。
3. 1 2 3  “駅の情報（久地駅）：JR東日本”.   東日本旅客鉄道. 2023年10月23日時点のオリジナルよりアーカイブ。2023年10月23日閲覧。
4. ↑  「JR年表」『JR気動車客車編成表 '94年版』ジェー・アール・アール、1994年7月1日、187頁。ISBN 4-88283-115-5。
5. ↑  『2024年度のホームドア整備計画について』（PDF）（プレスリリース）東日本旅客鉄道、2024年3月12日。オリジナルの2024年3月12日時点におけるアーカイブ。2024年3月12日閲覧。
6. ↑  “東日本ユニオンNo.124号”. JR 東日本労働組合横浜地方本部. (2015年12月6日) 2016年3月13日閲覧。 {{cite news}}: |date=の日付が不正です。 (説明)⚠

### 利用状況
JR東日本の統計データ
1. ↑  川崎市統計書 - 川崎市
2. ↑  線区別駅別乗車人員（1日平均）の推移 - 19ページ

JR東日本の2000年度以降の乗車人員
1. ↑  各駅の乗車人員（2000年度） - JR東日本
2. ↑  各駅の乗車人員（2001年度） - JR東日本
3. ↑  各駅の乗車人員（2002年度） - JR東日本
4. ↑  各駅の乗車人員（2003年度） - JR東日本
5. ↑  各駅の乗車人員（2004年度） - JR東日本
6. ↑  各駅の乗車人員（2005年度） - JR東日本
7. ↑  各駅の乗車人員（2006年度） - JR東日本
8. ↑  各駅の乗車人員（2007年度） - JR東日本
9. ↑  各駅の乗車人員（2008年度） - JR東日本
10. ↑  各駅の乗車人員（2009年度） - JR東日本
11. ↑  各駅の乗車人員（2010年度） - JR東日本
12. ↑  各駅の乗車人員（2011年度） - JR東日本
13. ↑  各駅の乗車人員（2012年度） - JR東日本
14. ↑  各駅の乗車人員（2013年度） - JR東日本
15. ↑  各駅の乗車人員（2014年度） - JR東日本
16. ↑  各駅の乗車人員（2015年度） - JR東日本
17. ↑  各駅の乗車人員（2016年度） - JR東日本
18. ↑  各駅の乗車人員（2017年度） - JR東日本
19. ↑  各駅の乗車人員（2018年度） - JR東日本
20. ↑  各駅の乗車人員（2019年度） - JR東日本
21. ↑  各駅の乗車人員（2020年度） - JR東日本
22. ↑  各駅の乗車人員（2021年度） - JR東日本
23. ↑  各駅の乗車人員（2022年度） - JR東日本
24. ↑  各駅の乗車人員（2023年度） - JR東日本

神奈川県県勢要覧
1. ↑  平成12年 - 221ページ
2. 1 2  平成13年 (PDF)  - 223ページ
3. ↑  平成14年 (PDF)  - 221ページ
4. ↑  平成15年 (PDF)  - 221ページ
5. ↑  平成16年 (PDF)  - 221ページ
6. ↑  平成17年 (PDF)  - 223ページ
7. ↑  平成18年 (PDF)  - 223ページ
8. ↑  平成19年 (PDF)  - 225ページ
9. ↑  平成20年 (PDF)  - 229ページ
10. ↑  平成21年 (PDF)  - 239ページ
11. ↑  平成22年 (PDF)  - 237ページ
12. ↑  平成23年 (PDF)  - 237ページ
13. ↑  平成24年 (PDF)  - 233ページ
14. ↑  平成25年 (PDF)  - 235ページ
15. ↑  平成26年 (PDF)  - 237ページ
16. ↑  平成27年 (PDF)  - 237ページ
17. ↑  平成28年 (PDF)  - 245ページ
18. ↑  平成29年 (PDF)  - 237ページ